# Buje
Buje (olaszul:  Buie d'Istria) város és község Horvátországban, Isztria megyében. Közigazgatásilag Baredine (Baredine), Bibali (Bibali), Brdo (Collalto), Brič (Briz), Buroli (Buroli), Bužin (Busin), Gamboci (Gambozzi), Kaldanija (Caldania), Kanegra (Canegra), Kaštel (Castel Venere), Krasica (Crasizza), Kršete (Carsette), Kućibreg (Cucibreg), Lozari (Lozari), Marušići (Marussici), Merišće (Merischie), Momjan (Momiano), Oskoruš (Oscorus), Plovanija (Plovania), Sveta Marija na Krasu (Madonna del Carso) /részben/, Škrile (Scrile), Škudelini (Scudelin), Triban (Tribano) és Veli Mlin (Molino Grande) települések tartoznak hozzá.

## Fekvése
Az Isztria északnyugati részén, Umagtól 13 km-re délkeletre, a Mirna és a Dragonja közötti dombvidéken, a Pólát Koperrel és Trieszttel összekötő 21-es számú főút mentén egy dombtetőn fekszik. Közlekedési, kereskedelmi, szolgáltató- és feldolgozóipari, valamint oktatási és kulturális központ. A termékeny, szőlő-, gyümölcs- és olajfaültetvényekben és szántóföldekben gazdag Bujština tájegység központja. Falairól nagyszerű kilátás nyílik a környező dombokra, a város körüli zöldellő lejtőkre, valamint a délnyugati és az északi irányban távolabb elterülő tájakra.

## Története
A Bujština területén már az őskorban is éltek emberek. A környező magaslatokon az i. e. 2. évezredben épültek az első várak és erődített települések. A község területén mintegy húsz ilyen erődített hely maradványa található. A leletek közül kiemelkedik a kašteli vaskori temető, ahol 24 hamvasztásos urnasírt tártak fel. A római korban ez a terület Tergeste (Trieszt) kolóniájához tartozott. Augustus császár idején a birodalom tizedik, Venetia et Histria tartományának része lett. Több régi vár elpusztult, másokat katonai táborrá alakítottak át, melyekből azután lakott települések, városok lettek (Buje, Kaštel, Momjan). A hosszú római uralomnak köszönhetően a község területén fennmaradt a kornak néhány emléke, melyek közül a legszebbek a plébániatemplom oldalfalába beépített faragott kövek. 476 a Római Birodalom bukása után a népvándorlás hatására a jelentős népességmozgás ment végbe a félszigeten. 489-ben az Isztria a Keletigót Királyság része lett, melynek uralma 539-ig tartott, amikor a bizánciak foglalták el a területet. Az Isztria a birodalom határtartománya lett. A lakosság védelmére a 6. században a magaslatokon megkezdődött a várvédelmi rendszer kiépítése. Erre az időre esik Buje első várának felépítése is. 788-ban a Karolingok terjeszkedése hatására a város és környéke a Frank Birodalom részévé vált. Ezután a hűbérúri rendszerbe való átmenet időszaka következett. 952-ben az Isztria a Bajor Hercegség, majd Karintia része lett. 981-ben II. Ottó német-római császár az aquileiai pátriárkának adta. A császári oklevélben történik a település első írásos említése. 1040-ben III. Henrik megalapította az önálló Isztriai Őrgrófságot. Az első őrgróf a német Weimar családból származó I. Ulrik lett. Fia II. Ulrik isztriai birtokait köztük Bujét („castrum Bugle”) a pátriárkának ajándékozta. Ez a település közösséggé szerveződésének időszaka. 1212-ben Volfger aquileiai pátriárka abban az oklevélben, melyben megállapítja a határt Piran, Buje és Kaštel között megnevezi Buje elöljáróit is. Egy 1306-os oklevélből kitűnik, hogy Bujénak ekkor már közjegyzője és saját pecsétje volt. A pecsét egy várat ábrázol középen egy magas, kétoldalt két alacsonyabb toronnyal, körülötte a „S. COMUNIS DE BULLIS.” felirattal. Miután 1412-ben Velence megszerezte falait és tornyait lerombolták, de néhány évtized múltán újjáépítették őket. 1427-ben kibocsátott statútuma valószínűleg a régi szöveg és a szokások alapján íródott és 139 pontban írja le a város vezetőinek, tisztségviselőinek és polgárainak kötelezettségeit. 1459-ben a velencei szenátus tekintettel a város stratégiai jelentőségére úgy határozott, hogy védőfalait és tornyait újjáépítik, egyúttal a szükségletekhez igazodva határozott a lakóterület kiterjesztéséről is. A plébániatemplom előtti téren felépült a város vezetőjének a podesztának a palotája. 1480-ban a régi helyén újjáépítették a harangtornyot, megújították a régi házakat és újakat is építettek. A 16. és 17. században a háborúk és járványok következtében kipusztult lakosság pótlására a velenceiek carniai és friuli olasz kézműves családokkal, valamint a környező falvakból és a tengerpartról érkezett családokkal népesítették be. A kézművesek, kereskedők betelepülésével lakosság újbóli növekedésével Buje a térség kereskedelmi központja lett. 1674-ben felépült a védőfal utolsó szakasza is, amely az Irgalmas Szűzanya templomot és a városi loggiát határolta. 1797-ben a napóleoni háborúk következtében megszűnt a Velencei Köztársaság, és az Isztriával együtt a település is Habsburg uralom alá került. 1806-ban Napóleon francia fennhatóság alá vonta, 1809-ben betagolta az Illír tartományokba. Napóleon lipcsei veresége után 1813-ban az egész Isztriával együtt ismét a Habsburg Birodalom részévé vált és maradt 1918-ig. 1854-ben Buje önálló járás adminisztratív és bírói székhelye lett. Az 1860-as közigazgatási átszervezéssel az Isztria autonóm tartományi státuszt kapott Poreč székhellyel, önálló nemzetgyűléssel és képviselettel a bécsi parlamentben. 1860-ban az első fúvószenekarral és énekkarral megalapították Buje filharmóniai társaságát. Bevezették a gázzal történő közvilágítást. Miután 1902-ben kiépült a Bujét is átszelő keskeny nyomtávú Trieszt-Poreč vasútvonal fellendült a bor és olajtermelés. A vasútállomás épülete ma is áll, a városi tűzoltóság székháza működik benne. Az olvasókör és könyvtár mellett 1905-ben az Isztrián az elsők között megalakult a borászok egyesülete, majd a Consorzio mezőgazdasági szövetkezet. Bujénak 1857-ben 2256, 1910-ben 2933 lakosa volt.
Az első világháború után a rapallói szerződés értelmében Isztria az Olasz Királysághoz került. 1943-ban az olasz kapitulációt követően német megszállás alá került, mely 1945-ig tartott. A második világháború után a párizsi békeszerződés értelmében Jugoszlávia része lett, de 1954-ig különleges igazgatási területként átmenetileg a Trieszti B zónához tartozott és csak ezután lépett érvénybe a jugoszláv polgári közigazgatás. A térség Jugoszláviához kerülése az olasz lakosság tömeges kivándorlásához vezetett. A jugoszláv időszakban fafeldolgozó, fémmegmunkáló és elektronikai ipart telepítettek a városba. Fejlődött a kisvárosi közlekedés, Buje oktatási, közigazgatási és igazságszolgáltatási központ lett. Megújult az úthálózat és bővítették a vízvezeték hálózatot. A település Jugoszlávia felbomlása után 1991-ben a független Horvátország része lett. 1993-ban újraalakították a történelmi Buje községet. 2011-ben a városnak 2624, a községnek összesen 5127 lakosa volt. A város és vidéke az utóbbi időben egyre inkább a turizmus irányában (szállodai és magánszállások, borospincék, gasztronómiai kínálat, vadászati turizmus, lovassport, szeptemberi szüreti mulatság) fejlődik.

## Nevezetességei
- Buje középkori városmagja[2] egy 222 méter magas domb tetején helyezkedik el, ahonnan jól lehetett ellenőrizni északra, a kontinens belseje és nyugatra, a tengerpart felé vezető utakat. Itt állt a történelem előtti vár és a késő ókori település magja is. A középkori település 7–8. századi temetőjét az egykori via Flaviától keletre a Sveta Margareta nevű dombon tárták fel. A város történelmi központja és lakóinak hagyományos találkozóhelye a főtér (Trg Slobode) ahol a városháza és a régi vásártér (Sucolo) volt. Itt áll az Irgalmas Szűzanya templom a 17. századi harangtoronnyal és a néprajzi múzeummal. A városmagot körülvevő falakon két fő kapu vezetett át, melyek ma már nem állnak. A Sucolo elején álló nagykapuból (Velika vrata) mára csak nyomok maradtak, a másik a Szent Lénárd kapu (Vrata sv. Leonarda) pedig az azonos nevű torony része volt. A ma is álló nyugati kapu, melyet a különösen nagy Szent Márton-torony védett a 16. századi Szent Márton-templomhoz vezet. Az azonos nevű temetőt mára emlékparkká rendezték át. A védelmi rendszer számos tornyából még egy négyszögletes torony is látható.
- Az egyhajós Szent Szervula-plébániatemplom egy ókori Jupiter-szentély helyén egy 13. századi háromhajós román-gótikus templom alapjaira épült. Építését a novigradi püspök kezdeményezte, aki gyakran tartózkodott a városban és lelki központtá szerette volna tenni. A munkálatok 1754-ben kezdődtek a milánói Zuanne Dongetti tervei szerint és 1769-ben a koperi Antonio Naiber vezetésével fejeződtek be. Falaiba számos ókori és középkori faragott követ építettek be. A templom barokk-klasszicista stílusú, impozáns tervezésű, melyről a dongaboltozatos mennyezet, az elliptikus kupola, a hatalmas oszlopokon nyugvó diadalívvel elválasztott szentély és a monumentális belső tér tesz tanúságot. A templomnak hét oltára van, a főoltáron Giovanni Marchiori velencei szobrászművész 1737-ben faragott Szent Szervulát és Szent Sebestyént ábrázoló szobrával. E két szobor, mely a legkiválóbb velencei mester Antonio Canova tanítványainak köréből származik azonnal magára vonja a figyelmet. A szentély oldalfalán látható Negri püspök halálát ábrázoló képen Buje 18. századi látképét is megfestették. A főoltár hátterében levő falon a kiemelkedő velencei festőművész Giuseppe Camerata két alkotása a Szent Szervula csodája, illetve mártíromsága látható. A belső falakat még öt nagy evangéliumi részleteket ábrázoló vászonkép díszíti 1784-ből az F.T.P.V. (talán Francesco Trani) monogrammal. 1794-ben készült a gazdagon díszített szószék és a püspöki trón. A boltozat közepéről hatalmas csillár lóg alá, mely egykoron a pirani Tartini színházat ékesítette. Az orgonát Gaetano Callida velencei mester építette 1791-ben. A fényűzően díszített hangszer az Isztria egyik legjelentősebb ilyen alkotása.
- A mai formájában 1480-ban épített és 1691-ben magasított ötven méter magas különálló harangtorony nyolcszögletű oromzattal az egyik legmagasabb az Isztrián. Homlokzatába a podeszták címerei és velencei szárnyas oroszlán domborműve van beépítve. Ennek a toronynak a rajzolata látszik a település 13. századi pecsétnyomóján. Innen a környező teljes vidéket be lehet látni, ezért nevezték Bujét egykor az Isztria őrének.
- A plébániatemplom terén áll az 1485-ben velencei gótikus stílusban épített podeszta palota, a városi elöljáró egykori székhelye. Vele átellenben található a városi tanácsház, azután iskola, majd az 1878-ban épített, az egykori városkapu velencei oroszlánjával díszített a neoklasszicista püspöki palota. A harangtorony előtt látható a 17. századi szégyenoszlop, mely ma zászlótartó alapzatát képezi. Erről a központi térről pókhálószerűen ágaznak szét a kövezett utcák.
- A 15. században kibővített részen, az eredeti városmagon kívül áll az 1497-ben épített Irgalmasság anyja templom, déli homlokzata előtt álló harangtoronnyal. Építése egy csodás eseményhez kapcsolódik. Egy gazdag bujei embernek Paolo Razizzének 1497-ben álmában megjelent a Szűzanya. Ezt követően késztetést érzett arra, hogy Velencébe utazzon és vásároljon egy Szűzanya szobrot, azonban mivel késve ért vissza a város kapuit már zárva találta. Ekkor elhatározta, hogy az éjszakát a szabadban a falakon kívül tölti. Amikor reggel a szobrot be akarta vinni a városba nem tudta felemelni. Segítséget hívott, de a szobor ekkor sem mozdult a helyéről. Ebből megértette a Szűzanya akaratát, hogy azon a helyen, a falakon kívül neki templomot építtessen. Az első kápolnát 1498-ban építette a pólai Mátyás mester. A csodás eseménynek a környéken hamar híre ment és a kápolna a nép kedvelt zarándokhelye lett. A városi tanács elhatározta, hogy a kicsinek bizonyuló kápolna kibővítésével új templomot építtet. A munkálatok 1583 és 1587 között folytak. Északi homlokzatán fennmaradt az eredeti reneszánsz kapuzat, melynek felirata megörökíti építőjét a pólai Mátyás mestert és adományozóját Paolo Razizzét. A templomot 1832-ben I. Ferenc császár itteni látogatása és nagylelkű ajándéka után megújítva és meghosszabbítva a szentélyt tovább bővítették. Harmadik megújítása, mely főként a homlokzatot érintette 1935-ben történt. Ekkor tüntették el a homlokzat lizénáit és két nagy ablakát és nyitották meg újra a bejárat feletti nagy rozettát. Belül a mennyezet kazettáit cserélték ki és festették újra. Harangtornya 22 méter magas. A templomban a főoltáron álló eredeti kegyszobor mellett Francesco Zanella, Gianbattista Pittoni, Gasparo della Vecchia és Francesco Trani alkotásai is megtalálhatók. A kegyszobor a flamand Giovanni van Mechelen hatását tükröző késő gótikus velencei munka Szent József és Buje védőszentje Szent Szervula szobrai között aranyozott rácsos ajtók mögött áll. A főoltár mellett oldalt a padovai festőművész Francesco Zanella két 1687-ben festett képe látható. A legjelentősebb oltárkép a velencei rokokó festőművész Gianbattista Pittoni 1740-ben festett képe, mely Szűz Máriát Szent Maximmal, Szent Pelágiával és Gonzaga Szent Alajossal ábrázolja. Különösen értékes a ma is jól ismert velencei festőművész Gasparo della Vecchia Krisztus életének nyolc jelenetét bemutató alkotása 1711-ből. A velencei seicento képviselője a kórust díszítő három 17. századi hosszúkás vászonra festett olajkép, melyek Mária születését, Mária mennybevételét, és a Háromkirályok ajándékát ábrázolják.
- A városban még két kisebb templom áll Szent Jánosnak és Szent Mártonnak szentelve. Az utóbbi 1593-ban épült és a falakon kívüli régi temetőben áll. Reneszánsz kapuzata van. A délkeleti és délnyugati előváros házsorai a 19. században és a 20. század elején épültek. A 19. századból származik néhány klasszicista palota.
- A 18. századtól alakították ki a védőfalakon kívüli San Giacomo, Lama, Sv. Margerita (Školski brijeg) és Stanica városnegyedeket, melyek ma a város kereskedelmi, kulturális, oktatási és sportot szolgáló intézményeinek adnak helyet.
- A városmagtól 3 km-re északra a Dragonja völgye fölé magasodó dombon, a Koperbe vezető út mellett található Kaštel erődített települése. Itt már a történelem előtti időben is erődített település állt, melynek az i. e. 8. és 6. század között használt temetőjét a régészek feltárták. A történeti források 1064-ben említik először Artuik pirani nemes birtokaként. 1102-től az aquileiai pátriárka uralma alá tartozott, aki itteni helytartóján keresztül igazgatta az Isztria egész északi részét. 1420-ban került velencei fennhatóság alá, akik Dalmáciából érkezett horvátokkal telepítették be. 1518-tól a 18. századig több magántulajdonos kezén ment keresztül, sokszor változtak birtokosai. A vár maradványai ma alig utalnak egykori történelmi jelentőségére. A szépen faragott kövekből épített várfal maradványai a település déli oldalán maradtak fenn. Miután védelmi funkciói megszűntek elbontották őket, vagy a lakóházak falait építették hozzájuk, lehetővé téve részbeni fennmaradásukat. A nyugati oldalon még a várkapu maradványai is kivehetők. A vár alatt egy régebbi szakrális épület helyén áll az 1869-ben épített Szent Saba-plébániatemplom. Egy hajós épület két oldalkápolnával, körülötte temetővel.
- Az Olasz Gimnázium épületének építése, majd később a tornaterem építése során a Sv. Margarete-dombon  részben megsemmisült kora középkori sírokat találtak. Korábbi kutatások szerint a sírok többségben a 7. és a 8. században keletkeztek és az Isztria vegyes, szláv-román lakosságához tartoznak. A temető egy részét a későbbi temetkezések megsemmisítették. A nekropolisz nagy része még mindig feltáratlan.[3]
- A településtől északnyugatra egy tágas, erdős dombon található a Kastion régészeti lelőhely a Szent Kancián-templom maradványaival. A régészeti feltárás során feltárták a szakrális épület alapfalát, félköríves apszis maradványaival. Egyhajós templom volt, amelynek mérete 6 x 10 m, apszis szélessége 3,5 m.[4]
- A Buje központjában található olajmalom épületegyüttese két egymással összekapcsolt épületből áll. Egy üzemi épületből olajbogyó feldolgozóval és egy raktárból, melyhez az áruk szállítására szolgáló bejárati terület van kialakítva. Az épület tipológiai jellemzői a 19. század végének és a 20. század elejének építészetére utalnak. A firenzei Veracci cég gépei, amelyek többnyire 1914-ből származnak, az eredeti állapotában fennmaradt üzem szerves részét képezik. Az olajprés üzem 1986-ig működött, amikor versenyképessége csökkent, ami az üzem bezárásához vezetett.[5]
- Buje történelmi központjának központja közvetlen közelében, a Strada Longa utcában egy egyszintes, reneszánsz stílusú lakóépület áll. A földszinten két ajtó található, az egyik valószínűleg az építés idejéből származik, a másikat pedig az újabb időkben nyitották. Az első emeletet egy figurális és indás díszekkel ékes nagyméretű, biforámás ablak tagolja, melyet a szakirodalomban a pólai Matej mesternek tulajdonítanak. A ház oldalfalai a szomszédos épületek falaira támaszkodnak. A ház építészeti kialakítása a 15. század utolsó harmadának stílusbeli jellemzőit tükrözik.[6]

## Híres személyek
- itt született Ernesto Vidal (1921–1974) világbajnok uruguayi válogatott labdarúgó

## Lakosság
| Lakosság változása | Lakosság változása | Lakosság változása | Lakosság változása | Lakosság változása | Lakosság változása | Lakosság változása | Lakosság változása | Lakosság változása | Lakosság változása | Lakosság változása | Lakosság változása | Lakosság változása | Lakosság változása | Lakosság változása | Lakosság változása |
| ------------------ | ------------------ | ------------------ | ------------------ | ------------------ | ------------------ | ------------------ | ------------------ | ------------------ | ------------------ | ------------------ | ------------------ | ------------------ | ------------------ | ------------------ | ------------------ |
| 1857               | 1869               | 1880               | 1890               | 1900               | 1910               | 1921               | 1931               | 1948               | 1953               | 1961               | 1971               | 1981               | 1991               | 2001               | 2011               |
| 2256               | 2389               | 2492               | 2765               | 2885               | 2933               | 3201               | 3054               | 2293               | 1951               | 1955               | 1967               | 2824               | 3200               | 3001               | 2624               |

## Galéria
- A plébániatemplom homlokzata
- A plébániatemplom harangtornya
- Az Irgalmasság anyja templom
- Az iskola neoklasszicista palotája
- Gótikus velencei stílusú lakóház
- A Szent János-templom